# دبرا مونی
دبرا مونی (انگلیسی: Debra Mooney؛ زادهٔ ۲۸ اوت ۱۹۴۷) یک هنرپیشه اهل ایالات متحده آمریکا است.
از فیلم‌ها یا برنامه‌های تلویزیونی که وی در آن نقش داشته است می‌توان به توتسی ، بخش دوم ، انجمن شاعران مرده ، اختلاف داخلی ، بوستون لیگال ، آناتومی گری ، رسوایی ، اصیل‌ها اشاره کرد.